# Claudia Calderón
Claudia Calderón Sáenz (Palmira, Valle del Cauca, Colombia, 1959) es una pianista y compositora colombiana, radicada en Yopal, Casanare desde 2018. Comenzó sus estudios musicales en Cali y Bogotá, y más tarde en Hannover, Alemania con los maestros David Wilde y Diether de la Motte en Italia, así como György Sándor, discípulo de Béla Bartók.

## Carrera
Claudia Calderón ha impartido la clase de música de cámara en el Conservatorio Nacional Simón Bolívar y en el Instituto de Estudios Musicales de Caracas. En su faceta como pianista, ha dado recitales con obras de repertorios europeos y latinoamericanos, tanto de estilo clásico como contemporáneo. También ha presentado sus obras en Venezuela, Colombia, Uruguay, Sudáfrica, Inglaterra, Francia, Alemania y México. Suele ofrecer recitales de música de cámara con el violonchelista Paul Desenne y también se ha presentado como solista con orquestas venezolanas y colombianas.
Una de las facetas de su trabajo está en la musicología, en específico en la investigación de la música tradicional venezolana y colombiana, como los joropos de los llanos. Calderón ha recopilado piezas populares de arpa y bandola llanera de Venezuela y Colombia, el cual ha adaptado a sus piezas para piano. Sus artículos y transcripciones musicales se han publicado en Venezuela, Colombia y Francia. Asimismo ha impartido conferencias en la Historical Harp Society en la Universidad de Amherst, Massachusetts y en la Universidad de Maguncia.
Se ha presentado como intérprete en el Teatro Teresa Carreño así como otros teatros de Caracas, en el Teatro Barait de Maracaibo. En México se ha presentado en el Festival Cervantino de Guanajuato, en el Palacio de Bellas Artes, y la Puerta de las Américas. Se ha presentado en distintos foros de Bogotá, Montevideo, Londres, París, Sudáfrica y en el Festival de las Américas de Tampa.

## Obra
La mayor parte de su obra se encuentra en el ámbito de la música de cámara y el piano solista; sin embargo, también tiene piezas sinfónica que han sido interpretadas y grabadas en Colombia, Venezuela y México. También ha hecho arreglos de obras para orquesta sinfónica, orquesta de cámara y ensambles diversos.

## Discografía

### Como intérprete
| Nombre                      | Año  | Discográfica          | Contenido (Pistas) |
| --------------------------- | ---- | --------------------- | --- |
| El Piano Llanero            | 2001 | Fundación Bigott      | 1. Quirpa 2. Quitapesares Con San Rafael 3. Gabán, Chipola Y Pajarillo 4. Las Espigas 5. Amalia 6. El Trapiche 7. Revuelta Tuyera 8. El Señor Jou 9. El Avispero 10. Seis Por Derecho 11. Zumba Que Zumba Con Periquera 12. Palo Negro |
| Piano de Pedro Morales Pino | 2004 | Banco de la República | 1. Lejanía (pasillo lento) 2. El Chato (pasillo) 3. Andina (danza) 4. La catalana (polka) 5. Ausencia (pasillo) 6. Lejos de la Patria (pasillo lento) 7. Fusagasugueño (bambuco cruzado) 8. Íntimo (pasillo lento) 9. Chispazo (pasillo rápido) 10. Penumbra (danza/intermezzo) 11. Cuatro preguntas (bambuco) 12. Aterrizando (one-step) 13. Mar y Cielo (valses) 14. Mazurka Nr.1 15. Cautiva (danza) 16. El Calavera (pasillo rápido) 17. Nunca mía serás (bambuco) 18. Recuérdame (pasillo) |
| El Piano Llanero II         | 2007 | Fundación Bigott      | 1. Gran Carnaval 2. Entreverao Relancino 3. El Cruzao 4. Criollísima 5. La Resbalosa 6. Cerro Colorao 7. Arbolito Sabanero 8. Fusagasugueño 9. Vinotinto 10. Bachué 11. Los Dos Amigos 12. Amores de Roquito 13. Rumichaca 14. Vals de la Tarde y la Melancolía |
| Piano Xarocho               | 2011 | Fundación Arpamerica  | 1. Siquiseis 2. Los Chiles Verdes 3. El Buscapiés/Seis Numerao 4. La Indita 5. Gran Fandango de Luigi Boccherini 6. La Caña/La Guanábana 7. Zumba que Zumba 8. Aguanieves con Zapateado 9. Danza de Bergéres de Anthoine de Boesset/Petenera Huasteca 10. Toro Zacamandú 11. El Cascabel |

### Discos con algunas de sus composiciones
| Nombre                                     | Año  | Discográfica    | Obras de Claudia Calderón                                                                                                |
| ------------------------------------------ | ---- | --------------- | --- |
| Colombia: Piano en el Siglo XX             | 1999 | Carlos Barreiro | Seis Variaciones sobre un tema de Béla Bártok (1985), obra interpretada por la pianista colombiana Ángela Rodríguez      |
| A Prieto                                   | 2001 | Discos Urtext   | La Revuelta Circular para Violoncello & Piano. Obra dedicada e interpretada por el violonchelista mexicano Carlos Prieto |
| Tambuco. Cuarteto de Percusiones de México | 2004 | Quindecim       | Albores. Obra dedicada y grabada por el grupo Tambuco, Cuarteto de Percusiones de México                                 |